# Ecuadortrogon
De Ecuadortrogon (Trogon mesurus) is een vogel uit de familie Trogonidae.

## Verspreiding en leefgebied
Deze soort komt voor in westelijk Ecuador en noordwestelijk Peru.